# Roger Bélanger
Pour les articles homonymes, voir Bélanger.
Roger Richard Bélanger (né le 1er décembre 1965 à Saint Catharines, dans la province de l'Ontario au Canada — mort le 16 septembre 2011 à Welland, également en Ontario) est un joueur professionnel canadien de hockey sur glace.

## Carrière de joueur
Ancien choix de première ronde des Penguins de Pittsburgh, il ne joue qu'une saison avec ce club, récoltant huit points en 44 parties. Par la suite, il joue plusieurs saisons dans les ligues mineures d'Amérique du Nord sans toutefois réussir à rejoindre la Ligue nationale de hockey une seconde fois.
Il a été ralenti par des blessures au cours de sa courte carrière professionnelle. En 1986-1987, il ne joue que 37 parties, et lors de sa dernière saison, seulement sept.

## Statistiques
| Saison    | Équipe                  | Ligue   |    | Saison régulière | Saison régulière | Saison régulière | Saison régulière | Saison régulière |   | Séries éliminatoires | Séries éliminatoires | Séries éliminatoires | Séries éliminatoires | Séries éliminatoires |
| Saison    | Équipe                  | Ligue   | PJ | B                | A                | Pts              | Pun              | PJ               | B | A                    | Pts                  | Pun                  |                      |                      |
| 1981-1982 | Maple Leafs de Welland  | Ontario | 25 | 20               | 21               | 41               |                  |                  |   |                      |                      |                      |                      |                      |
| 1982-1983 | Knights de London       | LHO     | 68 | 17               | 14               | 31               | 53               | 1                | 0 | 0                    | 0                    | 5                    |                      |                      |
| 1983-1984 | Canadians de Kingston   | LHO     | 67 | 44               | 46               | 90               | 66               |                  |   |                      |                      |                      |                      |                      |
| 1984-1985 | Steelhawks de Hamilton  | LHO     | 3  | 3                | 3                | 6                | 0                | 17               | 3 | 10                   | 13                   | 4                    |                      |                      |
| 1984-1985 | Penguins de Pittsburgh  | LNH     | 44 | 3                | 5                | 8                | 32               |                  |   |                      |                      |                      |                      |                      |
| 1985-1986 | Skipjacks de Baltimore  | LAH     | 67 | 17               | 21               | 38               | 61               |                  |   |                      |                      |                      |                      |                      |
| 1986-1987 | Skipjacks de Baltimore  | LAH     | 32 | 9                | 11               | 20               | 14               |                  |   |                      |                      |                      |                      |                      |
| 1986-1987 | Lumberjacks de Muskegon | LIH     | 5  | 1                | 2                | 3                | 4                |                  |   |                      |                      |                      |                      |                      |
| 1987-1988 | Lumberjacks de Muskegon | LIH     | 5  | 1                | 3                | 4                | 6                |                  |   |                      |                      |                      |                      |                      |
| 1987-1988 | Nighthawks de New Haven | LAH     | 2  | 0                | 0                | 0                | 0                |                  |   |                      |                      |                      |                      |                      |